# NGC 2318
NGC 2318 is een open sterrenhoop in het sterrenbeeld Grote Hond. Het hemelobject werd op 8 februari 1785 ontdekt door de Duits-Britse astronoom William Herschel.